# Mudcats de la Caroline (1991-2011)
Pour l'actuel club de baseball du même nom, voir Mudcats de la Caroline.
Les Mudcats de la Caroline (en anglais : Carolina Mudcats) étaient une équipe de ligue mineure de baseball dans la Southern League (appelée South Atlantic League avant 1964). Le club est fondé en 1959 et est basé dans plusieurs villes. Sous l'appellation Mudcats, il est établi à Zebulon en Caroline du Nord de 1991 à 2011 et est un club mineur de niveau Double-A.
Depuis 2012, un club différent appelé Mudcats de la Caroline fait partie de la Carolina League.

## Histoire

### Club affilié aux White Sox de Chicago
- De 1959 à 1961, le club s'appelle White Sox de Charleston, est basé à Charleston (Caroline du Sud) et est affilié aux White Sox de Chicago de la Ligue majeure de baseball ;
- En 1962, le club s'appelle White Sox de Savannah et est basé à Savannah (Géorgie) ;
- De 1963 à 1965, le club s'appelle White Sox de Lynchburg et est basé à Lynchburg (Virginie) ;
- De 1966 à 1968, le club s'appelle White Sox d'Evansville et est basé à Evansville en Illinois ;
- En 1969, sous le nom de White Sox de Columbus, le club s'établit pour 22 saisons à Columbus (Géorgie), où il joue sur un terrain appelé Golden Park.

### Les 22 saisons à Columbus, en Géorgie
Le club joue au Golden Park de Columbus (Géorgie) de 1969 à 1990. Après avoir été affilié aux White Sox de Chicago (et joué sous le nom de White Sox de Columbus la première saison), ils deviennent les Astros de Columbus de 1970 à 1988. Ils sont un club-école des Astros de Houston de la Ligue majeure de baseball de 1970 à 1990. En 1989, ils adoptent l'appellation Mudcats.

### Le club à Zebulon, en Caroline du Nord
Les Mudcats de Columbus déménagent à Zebulon (Caroline du Nord) pour la saison 1991 et s'établissent dans un nouveau stade de baseball : le Five County Stadium. Leur affiliation de 21 saisons avec les Astros de Houston prend fin au même moment.
Baptisés Mudcats de la Caroline dès 1991, ils sont un club-école des franchises du baseball majeur suivantes :
- Pirates de Pittsburgh de 1991 à 1998 ;
- Rockies du Colorado de 1999 à 2002 ;
- Marlins de la Floride de 2003 à 2008 ;
- Reds de Cincinnati de 2009 à 2011.

### Vente et déménagement des Mudcats
En 2010, l'homme d'affaires Quint Studer achète les Mudcats de la Caroline dans le cadre d'une série d'acquisitions et dans le but ultime d'établir un club de baseball de niveau Double-A à Pensacola en Floride. Studer y déménage les Mudcats en 2012, où ils deviennent les Blue Wahoos de Pensacola, toujours dans la Southern League. La série de transferts amène à Zebulon l'ancienne équipe des Indians de Kinston, un club de la Carolina League établi à Kinston (Caroline du Nord). Cette dernière équipe est un club différent, établi à Zebulon depuis la saison de baseball 2012 et aussi appelé Mudcats de la Caroline.